# La Salle (Olaszország)
La Salle (valle d'aostai patois dialektusban la Sola) egy község Olaszországban, Valle d’Aosta régióban.

## Elhelyezkedése

La Salle község Valle d'Aosta térképén

Szomszédos települések :Avise, Courmayeur, La Thuile, Morgexés Saint-Rhémy-en-Bosses.
La Salle folyója a Dora Baltea, legfontosabb hegyei a Mont Paramont (3300 m) és a Grande Rochère (3326 m).

## Látványosságok

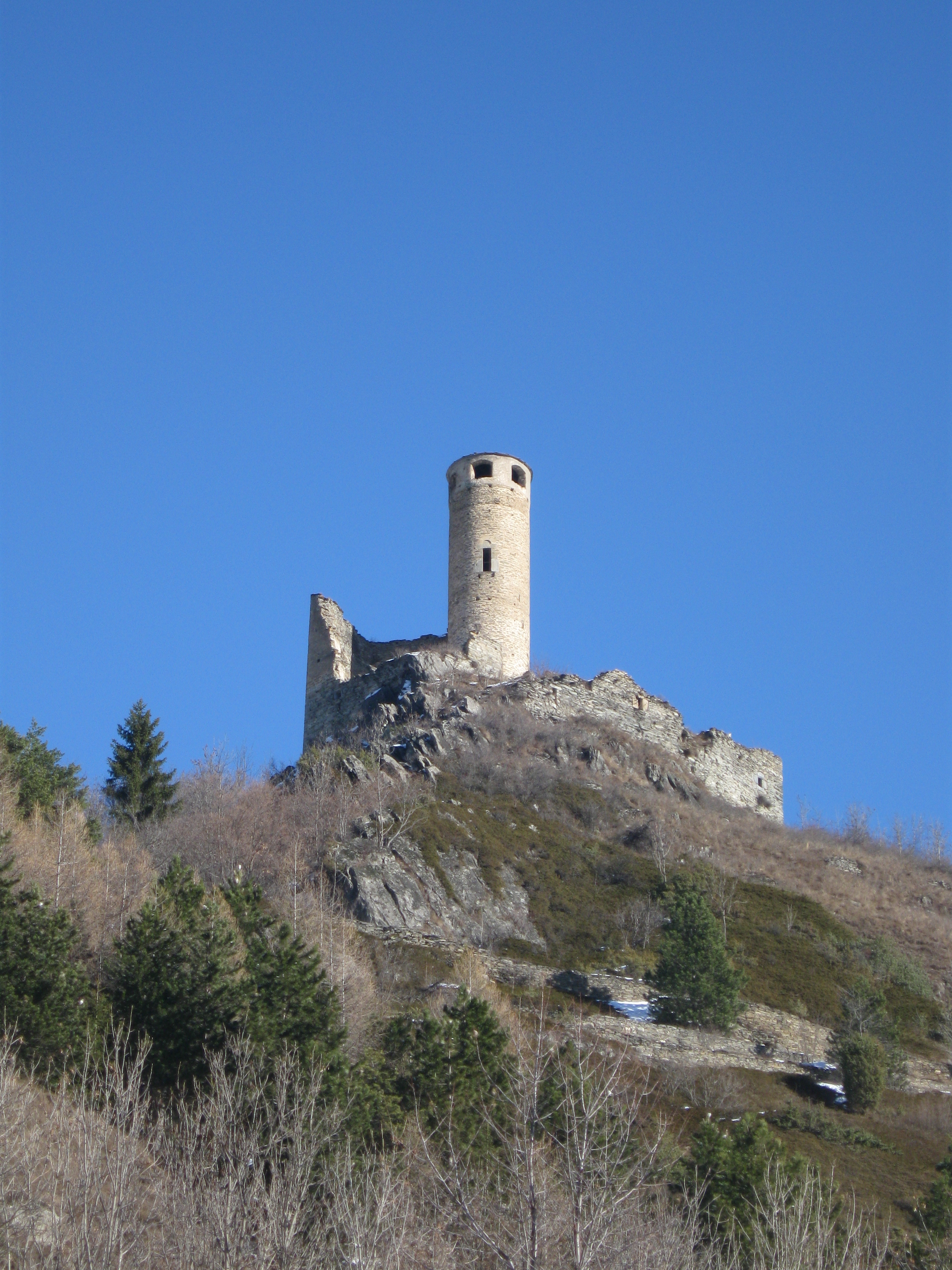
a Châtelard-kastély tornya

- a San Cassiano (Saint Cassien) templom román stílusú harangtoronnyal. 1691-ben felgyújtották a franciák, újjáépítésére csak a 19. században került sor.
- A Châtelard- kastély romjai (12. század)
- A Lescours-kastély
- La Maison d'Aragon
- La Maison Gerbollier, ma városháza

## Érdekesség
Egyes feltevések szerint itt született az 1898-ban szentté avatott V. Ince pápa.